# Josip Uhač
Josip Uhač (Brsec, 20 luglio 1924 – Roma, 18 gennaio 1998) è stato un arcivescovo cattolico croato.

## Biografia
Nacque a Brsec (un piccolo villaggio istriano di pescatori situato a circa 30 chilometri da Fiume) nell'ex Jugoslavia (oggi Croazia) il 20 luglio 1924 e fu ordinato presbitero a Roma il 16 aprile 1949.
Nel 1970 fu nominato arcivescovo titolare di Tharros e nunzio apostolico in Pakistan.
Nel 1976 fu nunzio apostolico in Camerun, nel 1981 in Congo e nel 1984 in Germania.
Il 21 giugno 1991 entrò nella Curia Romana con l'incarico di Segretario della Congregazione per l'evangelizzazione dei popoli.
Papa Giovanni Paolo II era intenzionato ad elevarlo al rango di cardinale nel concistoro del 21 febbraio 1998, tuttavia morì, sapendo dell'intenzione del Pontefice, il 18 gennaio 1998, giorno dell'annuncio pubblico del concistoro.

## Genealogia episcopale
La genealogia episcopale è:
- Cardinale Scipione Rebiba
- Cardinale Giulio Antonio Santorio
- Cardinale Girolamo Bernerio, O.P.
- Arcivescovo Galeazzo Sanvitale
- Cardinale Ludovico Ludovisi
- Cardinale Luigi Caetani
- Cardinale Ulderico Carpegna
- Cardinale Paluzzo Paluzzi Altieri degli Albertoni
- Papa Benedetto XIII
- Papa Benedetto XIV
- Papa Clemente XIII
- Cardinale Bernardino Giraud
- Cardinale Alessandro Mattei
- Cardinale Pietro Francesco Galleffi
- Cardinale Giacomo Filippo Fransoni
- Cardinale Carlo Sacconi
- Cardinale Edward Henry Howard
- Cardinale Mariano Rampolla del Tindaro
- Cardinale Rafael Merry del Val y Zulueta
- Arcivescovo Anton Bauer
- Arcivescovo Viktor Burić
- Arcivescovo Josip Uhač